# رومانيا الكبرى

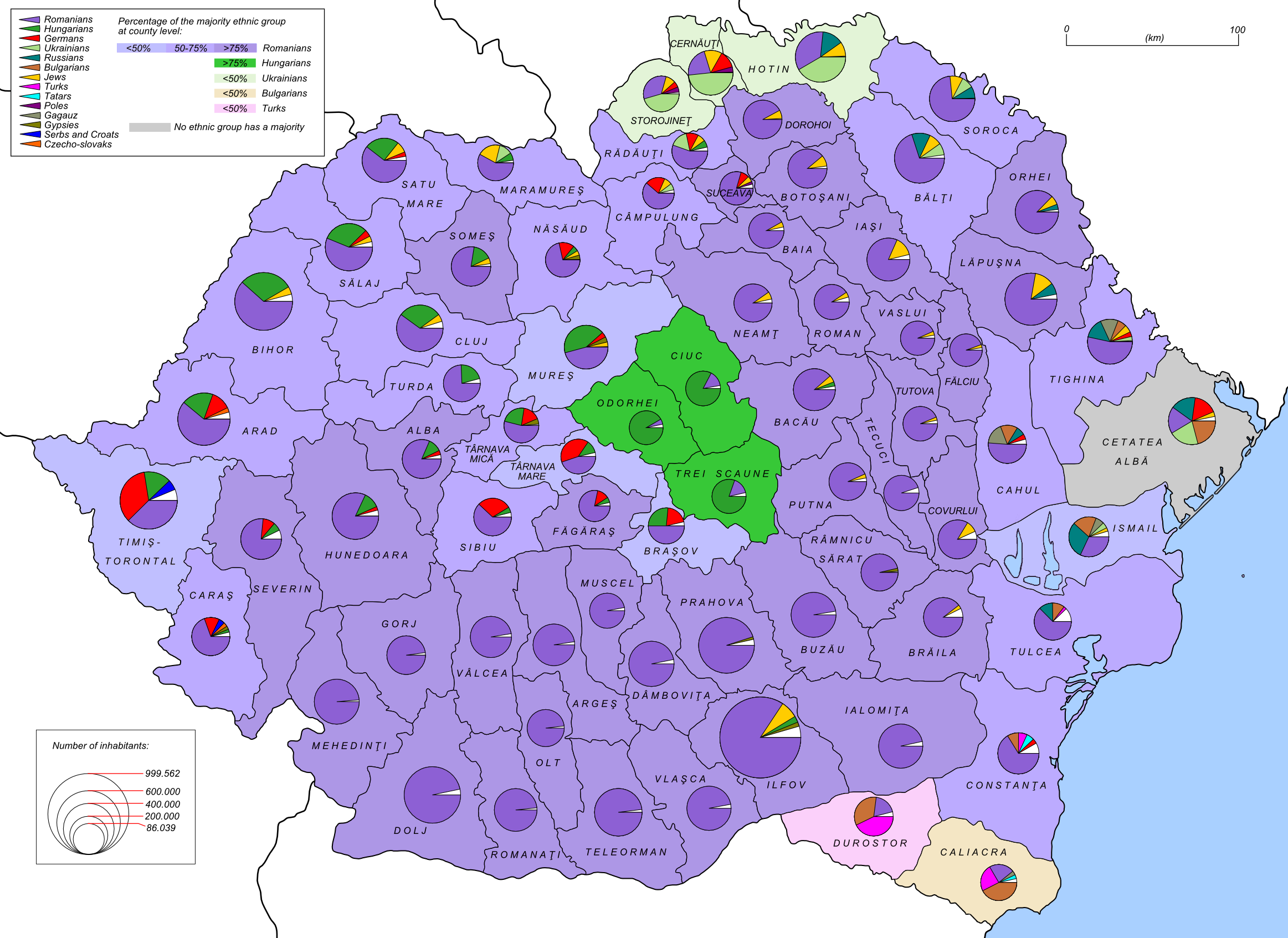
الخريطة العرقية في رومانيا عام 1930

يشير مصطلح رومانيا الكبرى (بالإنجليزية: Greater Romania، بالرومانية: România Mare) عادة إلى حدود إمبراطورية رومانيا في فترة ما بين الحربين العالميتين. ويشير أيضًا إلى فكرة الوحدة القومية.
وكمفهوم، فإن هدفه الرئيسي إعادة خلق دولة قومية تشمل كل الناطقين باللغة الرومانية. ترتبط العبارة ارتباطًا وثيقًا بمملكة رومانيا بين عامي 1918 و 1940، وغالبًا ما اعتُبرت إدراكا لهدف الوحدة الرومانية. في عام 1918، بعد دمج ترانسلفانيا وبوكوفينا وبيسارابيا، بلغت الدولة الرومانية أكبر امتداد جغرافيّ لها في وقت السلم (إذ بلغ 295,049 كم2). يلعب المصلح دور مبدأ موجّه اليوم لحركة الوحدة الرومانية المولدوفية.
تشبه الفكرة تصورات أخرى مماثلة كفكرة ميغالي اليونانية، والمجر الكبرى، ويوغسلافيا العظمى، وإيطاليا الكبرى كذلك.

## فكرها
دائمًا ما كان موضوع الهوية القومية مصدر قلق جوهري بالنسبة للثقافة والسياسات الرومانية. كان الفكر القومي الروماني في العقود الأولى من القرن العشرين مثالًا نموذجيًا عن القومية الاستعراقية. يُظهر مفهوم «رومانيا الكبرى» أوجه تشابه مع فكرة الدولة القومية. كانت المزاعم الإقليمية الرومانية مبنية على «شكليات عرقية ابتدائية»، كان هدفها الجوهري توحيد الرومانيين الأصليين من الناحية البيولوجية. أصبح بناء الأمة المبني على نموذج الدولة القومية الوحدوية الفرنسي أولوية أبدية خصوصًا في فترة ما بين الحربين العالميتين والفترات الشيوعية.

## تطورها

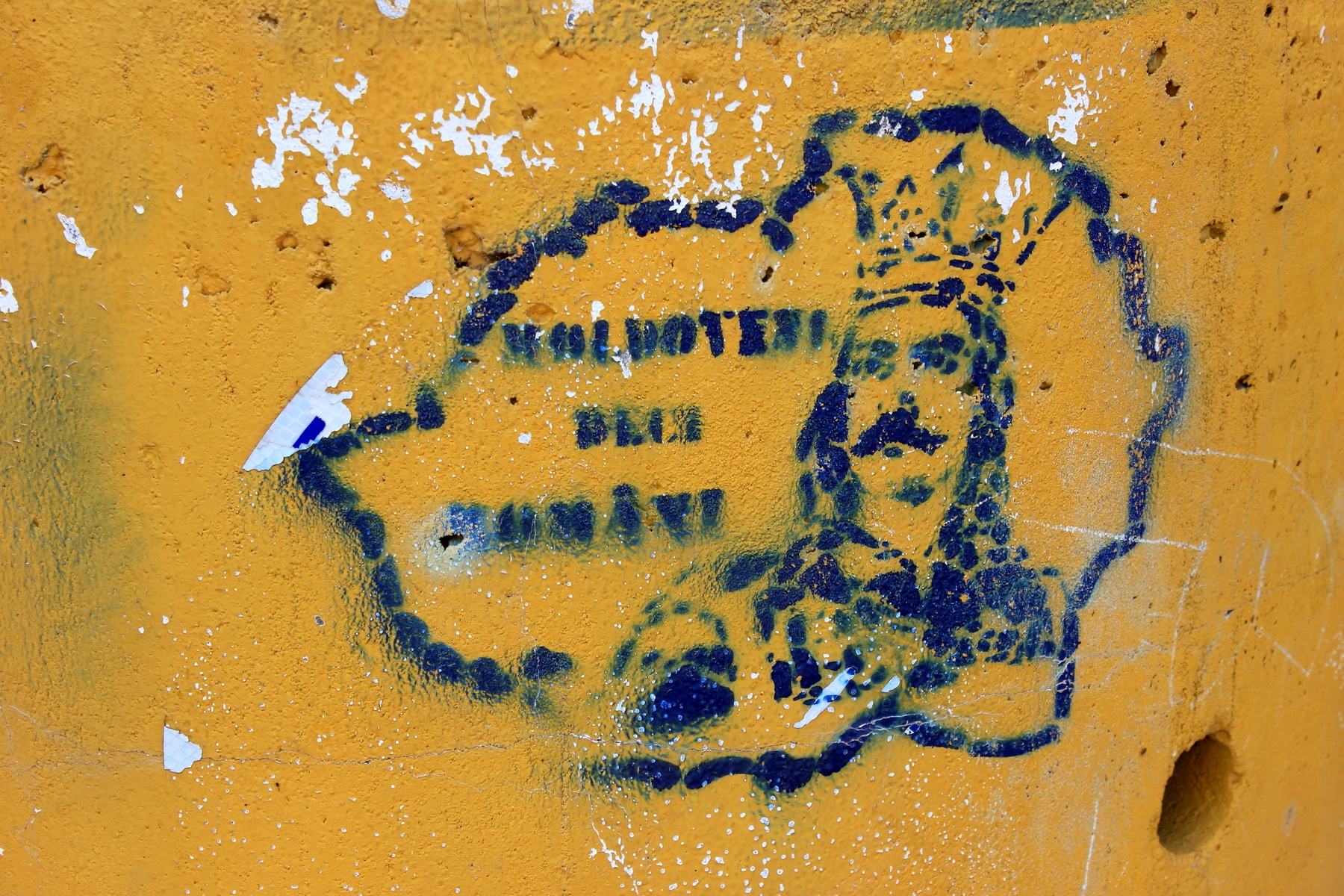
غرافيتي لستيفن العظيم داخل خريطة "رومانيا الكبرى" مع شعار قومي يوحي بتأييد توحيد مولدوفا ورومانيا

### قبل الحرب العالمية الأولى
اعتُبر اتحاد ميشيل الشجاع، الذي حكم الإمارات الثلاث المسكونة بالرومانيين (الأفلاق، وترانسيلفانيا ومولدافيا) لمدة وجيزة من الزمن، في الفترات اللاحقة سلفًا لرومانيا المعاصرة، وجادل نيكولاي بالتشيسكو هذه الفرضية بحميةٍ ملحوظة. أصبحت هذه النظرية نقطة مرجعية بالنسبة للقوميين، وحافزًا للقوى الرومانية المتعددة أيضًا لتحقيق دولة رومانية واحدة.
حملت الثورة الرومانية مسبقًا في العام 1848 بذور الحلم القومي في تأسيس رومانيا موحدة ومتحدة، مع أن «فكرة التوحيد» عُرفت منذ أوائل أعمال ناوم رومنيسيانو (1802) وأيون بوداي – داليانو (1804). يدين المفهوم بحياته لدوميترو بريتيانو، الذي طرح مصطلح «رومانيا الكبرى» في عام 1852. كان تأسيس الإمارات المتحدة لمولدافيا والأفلاق في العام 1859، الخطوة الأولى في إعادة توحيد الرومانيين، ما عُرف باسم رومانيا منذ دستور عام 1866 وتحول إلى مملكة في عام 1881، بعد أن استقلت عن الإمبراطورية العثمانية. مع ذلك، لم يدعم نخبة الرومانيين الترانسيلفانيين مفهوم «رومانيا الكبرى» بعد التسوية النمساوية المجرية، بل أرادوا المساواة فقط مع القوميات الأخرى في ترانسيلفانيا بدلًا عن ذلك. أصبح المفهوم واقعًا سياسيًا عندما جمع الحزب القومي الروماني في ترانسيلفانيا الرومانيين على منصة سياسية مشتركة بغية المحاربة سويًا من أجل استقلال ترانسيلفانيا الذاتي. وفق ليفيزيانو، بدأ إنشاء رومانيا الكبرى «بمفهوم سيادة قومية موحِد» بالنمو في أواخر العقد الأول من القرن العشرين. لعبت الحرب العالمية الأولى دورًا حاسمًا في تطور الوعي القومي الروماني.

### الحرب العالمية الأولى
وقعت معاهدة بوخارست (عام 1916) بين رومانيا وقوات حلفاء الحرب العالمية الأولى في الرابع من أغسطس (على النمط القديم) و 17 أغسطس (على النمط الجديد) في بوخارست عام 1916. نصت المعاهدة على الشروط التي وافقت رومانيا على خوض الحرب إلى جانب الحلفاء في ظلها، وعودًا إقليمية في الإمبراطورية النمساوية المجرية تحديدًا. ألزم الموقعون أنفسهم بإبقاء محتوى المعاهدة سرًا حتى يُحسم السلام العام. 
أيها الرومانيون!
إن الحرب الآخذة بتضييق خناقها على حدودنا أكثر فأكثر على مدى العامين المنصرمين قد هزّت جذور أساسات أوروبا العتيقة.
لقد ساقت إلينا اليوم المنتظر منذ قرون، اليوم الذي انتظره الوجدان القومي، الذي انتظره مؤسسو دولة رومانيا، وأولئك الذين وحدو الإمارتين في حرب الاستقلال، والمسؤولين عن النهضة القومية.
إنه يوم تتوحد فيه كل شِعاب أمتنا. اليوم، أصبح بمستطاعنا قضاء فريضة أجدادنا وجعل ما قدِر ميشيل العظيم على تحقيقه آنيًا أبديًا، ألا وهو اتحاد رومانيّ على كلا جانبي سفوح الكاربات.
في وجداننا، جبال وسهول بوكوفينا أماكن رقد فيها شتيفان الكبير، وتكمن في طاقتنا الأخلاقية وشجاعتنا سبُل إعادة حقه الشرعي المتمثل في رومانيا حرة من نهر تيسا إلى البحر الأسود له، والنماء في سلام بما يتفق مع عاداتنا وتطلعاتنا وأحلامنا (...)
جزء من بيان الملك فيرديناند في يوم 28 أغسطس من العام 1916.

### رومانيا في فترة ما بين الحربين
تجسد مفهوم «رومانيا الكبرى» بهيئة واقع جغرافي سياسي بعد الحرب العالمية الأولى. سيطرت رومانيا على بيسارابيا، وبوكوفينا، وترانسيلفانيا. لم تتغير الحدود التي وضعتها المعاهدات الخاتمة للحرب حتى عام 1940. اعتُبرت الدولة الناتجة، التي غالبًا ما يشار إليها باسم «România Mare» أو بدلًا عن ذلك، وباللغة الرومانية أيضًا România Întregită (تترجم بركاكة إلى الإنجليزية: «جُعلت رومانيا كاملةً»، أو «كل رومانيا») الدولة الرومانية الكاملة الحقيقية، أو كما يصرح توم غالاغير: «كأس القومية الرومانية المقدسة». صرح دستورها في عام 1923: «تجاهل الواقعين الثقافي والعرقي الجديدين إلى حد كبير».
تغير الفكر الروماني نتيجة التغييرات الديموغرافية والثقافية والاجتماعية، مع ذلك، اصطدمت رغبة القوميين بدولة رومانية متجانسة بحقيقة رومانيا الكبرى متعددة الأعراق والثقافات. كانت إعادة الكتابة الأيديولوجية لدور «الإيذاء الروحي» وتحويله إلى «شرطة روحية»، مهمة جذرية وشاقة تواجه المثقفين الرومانيين لأنه كان لزامًا عليهم إعادة النظر كليًا في الهوية الوطنية ومصير الأمة الرومانية. بما يتفق مع وجه النظر هذه، يصرح ليفيزيانو أن الوحدة الكبرى جعلت رومانيا في فترة ما بين الحربين «مفككة بشدة» حيث واجه تحديد الهوية الوطنية عراقيلًا كبيرةً بسبب تأثيرات المئات من سنيّ الانفصال السياسي بصورة رئيسية. نتيجة لعدم قدرة الحكومة على حل مشاكل الاندماج الترانسيلفاني الروماني وآثار الكساد الاقتصادي العالمي «فقد السكان إيمانهم بالتصورات الديمقراطية حول رومانيا الكبرى تدريجيًا».
زعزع الكساد الكبير العالمي الذي بدأ في عام 1929 استقرار رومانيا. اتسمت بداية ثلاثينيات القرن العشرين بقلاقل اجتماعية، وارتفاع في البطالة، وإضرابات. في عدة حوادث، قمعت الحكومة الرومانية الإضرابات وأعمال الشغب بعنف، خصوصًا إضراب عمال المناجم في عام 1929 جيو فالي وإضراب ورشات السكك الحديدية في غريفيتا. في منصف الثلاثينيات، تعافى الاقتصاد الروماني ونمت الصناعة بشدة، رغم أن نحو 80% من الرومانيين كانوا ما يزالون يعملون في الزراعة. كان النفوذ الاقتصادي والسياسي الفرنسيين مهيمنًا في بداية العشرينيات لكن هيمنة ألمانيا تفوقت عليها وخصوصًا في الثلاثينيات.